# صور (استان مستغانم)
صور (به عربی: الصور) یک شهرداری در الجزایر است که در ناحیه عین تادلس واقع شده‌است.
 صور  ۲۰٬۶۲۵ نفر جمعیت دارد.